# Baladi
Baladi (arabisch بلدي, DMG baladī), auch Beledi oder Balady, ist ein folkloristischer, improvisierter, ägyptischer Tanzstil, der von Frauen solo aufgeführt wird.

## Herkunft und Verbreitung
Baladi bedeutet „vom Lande“ oder „vom Lande kommend“, Adjektiv von Balad, „das Land“, kann aber auch die Bedeutung von „mein Land“ (gebildet aus Balad und der Personalendung i für „mein“) haben und bezieht sich in diesem Fall auf den Tanz.
Der Baladi stammt ursprünglich aus den ländlichen Regionen Ägyptens. Durch die Landflucht der Bevölkerung wurde der Tanz in die Großstädte sozusagen mitgenommen und dort weiterentwickelt. So ist der Baladi heute vor allem ein folkloristisch anmutender Tanz, der die Sehnsucht der ehemaligen Landbevölkerung nach ihrer alten Heimat ausdrückt und viele Elemente der orientalischen Folklore enthält. Die musikalischen Formen des Baladi stammen aus der Volksmusik und wurden im städtischen Milieu der nordägyptischen Großstädte, besonders in Kairo weiterentwickelt. Man kann diese Entwicklung als kulturellen Ausdruck der Landflucht in Ägypten interpretieren.
Nach einer Art Taqsim folgen ein Dialog zwischen Melodie und Rhythmus und weitere Temposteigerungen des Rhythmus. Der Ausdruck eines breiten Gefühlsspektrums und komplexer rhythmischer Strukturen, hat Baladi zu einer anspruchsvollen musikalischen und tänzerischen Kunstform werden lassen. Die neuen Stadtbewohner, die ehemals auf dem Land wohnten, brachten ihre Traditionen in die Stadt mit, passten ihre Kultur und auch sich selbst den neuen Einflüssen an. Somit entstand auch eine neue Musik und ein neuer tänzerischer Ausdruck. Ein wesentliches Merkmal – dem Jazz, Soul und Blues vergleichbar – ist das zentrale Element der Improvisation (arab. Taqsim). Für die Tanzstücke des Baladi werden vor allem einfache, gerade Rhythmen ohne große Orchestrierung und Feinheiten, verwendet. Die im traditionellen Begleitorchester vorwiegend gespielten Instrumente sind die Stachelgeige Rubaba, die Oboe Mizmar, eine Flöte und eine Fasstrommel.
Instrumentalisten (Alātīya) und Tänzerin improvisieren innerhalb einer Grundstruktur, die im Laufe der Zeit immer komplexer wurde. Die Integration neuer Instrumente in diese Musik, wie Akkordeon und Saxophon, eröffnete weitere, bisher unbekannte und neue Ausdrucksmöglichkeiten. Der Musik des Baladi haftet oft eine Art Wehmut und Melancholie an, eine Trauer um die verlorengegangene alte Heimat, aber oft auch versteckte Kritik am bestehenden System und den aktuellen Lebensbedingungen, was den Baladi zum „Blues Ägyptens“ macht.
Für den Baladi verwendet die Tänzerin eine Galabija, viele Armreife, große Ohrringe (alles in Gold), zwingend erforderlich ist ein Kopftuch oder Haarband und ein Tuch für die Hüfte.

## Orientalischer Tanz mit einem Shamadan
Der orientalische Tanz mit Elementen des Raks Sharqi und/oder Baladi mit dem Shamdan (Leuchter) auf dem Kopf der Tänzerin wird auch Leuchtertanz (Schamadan) genannt.
Bei den Schamadantänzern muss unterschieden werden, ob es sich um einen „Raqs El Shamadan“ (also einen Tanz der ägyptischen Tradition folgend) oder um die westliche Variante des Leuchtertanzes handelt, die eher dem orientalischen Showtanz zuzurechnen ist.
Der Raqs el Shamadan ist dem Baladi zuzurechnen und ist ein ägyptischer Folkloretanz. Ursprünglich gehörte er in die Hochzeitsprozession bei Baladi-Hochzeiten und wurde später Bestandteil des Tableaus bei Tanzaufführungen zur Hochzeitsfeier. Entsprechungen zu den ägyptischen Lichtertanz-Traditionen, die auf den einerseits symbolischen Hintergrund der geistigen Erleuchtung und andererseits der realen Wegerhellung zurückzuführen sind, finden sich auch in der Türkei. Für beide Tanzarten wird bevorzugt Baladi-Musik verwendet.
Für den Tanz wird ein durchgängiges Kleid getragen, jedoch kann man in der heutigen Zeit auch einen Hosenanzug sehen. Dies hat wohl eher praktische oder sittliche Gründe, denn im modernen Leuchtertanz wird ein Bodenteil eingebaut. Hier zeigt die Tänzerin Balance- und Shimmy-Bewegungen auf dem Boden liegend oder sitzend. Ferner ist das Zimbelspiel traditionelles Merkmal eines Leuchtertanzes, unabhängig ob es ein traditioneller oder moderner Leuchtertanz ist.
Im „traditionellen“ Baladi mit Bodenteil, balanciert die Tänzerin den Leuchter auf dem Kopf, während sie sich auf den Boden setzt oder legt, und dort akrobatische Übungen zeigt wie Spagat oder Shimmys im Spagat. Diese Spagatbewegungen sind im traditionellen Leuchtertanz unüblich, da sie in Ägypten als „unanständig“ gelten.

## Iskanderani
Der Iskanderani oder Iskanderiatanz, wird auch Alexandriatanz oder, nach dem Verhülltuch der Alexandrinerinnen, Melaya Laff, genannt. Er stammt aus Alexandria/Ägypten und wurde von der urbanisierten Landbevölkerung entwickelt, ähnlich dem Baladi.
Instrumentale Stücke, vor allem Baladimusik, gerne auch mit Gesang (männlichen wie weiblichen), in dem es vor allem um Liebe, Flirt oder die Sehnsucht nach der Geliebten geht, werden zum Iskandranitanz verwendet. Der Iskanderanitanz wird als der emanzipierteste der „Baladiähnlichen“ Tänze bezeichnet, da die Frau hier eine führende, dominante und selbstbewusste Rolle spielt – wenn der Tanz mit einem männlichen Tanzpartner gezeigt wird.
Die Iskanderanitänzerin trägt ein Kleid mit auffallenden Volants und Rüschen. Diese Kleider waren ursprünglich lang, gemäß moderner Modetrends wurden die Rocklängen gekürzt. Wichtig ist ein Kopftuch mit Bommeln oder Blüten, das hoch aufgetürmt gebunden wird, als Erinnerung an ihre ländlichen Wurzeln. Ferner ist es möglich einen Gesichtsschleier mit oder ohne Nasensteg zu tragen. Zwingend vorgeschrieben sind auch Pantoffeln mit Absatz. Das Verhülltuch der Frauen Nordägyptens, die Melaya, ein großes schwarzes Umhangtuch, gehört zur Alltagskleidung und wird im Tanz ebenfalls eingesetzt. Schmuck siehe Baladi.